# Maják (film)
Maják (v anglickém originále The Lighthouse) je americký mysteriózně psychologický film z roku 2019 od režiséra Roberta Eggerse s Willemem Dafoem a Robertem Pattinsonem v hlavních rolích.

## Příběh
Nová Anglie, konec 19. století. Na opuštěný maják na osamělém ostrově se vydávají správce majáku a jeho asistent. V každodenní rutině správy majáku se postupně projevují charaktery zkušeného správce i mladého učně, který chtěl uniknout před stíny minulosti. Oba muži se pomalu vlivem podmínek i přemíry laciného alkoholu začínají propadat do hlubin halucinací, ukrývaných tajemství a fantazií. Začíná souboj na život a na smrt, ve kterém není jasné, zda přežijí do příští výměny posádky majáku.

## Obsazení
| William Dafoe    | Thomas Wake     |
| Robert Pattinson | Ephraim Winslow |
| Valeriia Karaman | mořská panna    |

## Produkce
Film napsal režisér filmu s bratrem Maxem Eggersem poté, co se druhý z nich snažil neúspěšně adaptovat nedokončenou stejnojmennou povídku Edgara Allana Poe. Obsazení obou hlavních rolí proběhlo v únoru 2018, natáčení začalo v dubnu téhož roku v kanadské provincii Nové Skotsko. Premiéra filmu se odehrála na festivalu v Cannes v květnu 2019. Financování filmu bylo zajištěno i díky úspěchu předchozího filmu režiséra Čarodějnice, který získal pozitivní kritiky a ohlas na festivalu v Cannes. Financování pomohla také účast obou hereckých hvězd.

## Zajímavosti
- Film Maják je teprve druhým celovečerním filmem Roberta Eggerse.
- Byl nasnímán černobíle v netradičním „čtvercovém” formátu 1.19:1.[3]
- Snímek odkazuje na poetiku příběhů Edgara Allana Poe a H. P. Lovecrafta.[3]